# Guillaume Evrard
Guillaume Evrard (nascut a Lieja el 1709 - mort a Tilleur el 1793) era un escultor al Principat de Lieja, actualment a Bèlgica.
Després dels seus estudis a Roma de 1778 a 1744, va ser «l'escultor dels prínceps-bisbes de Lieja» segons Charles Seresia qui va dedicar-li una monografia. Francesc Carles de Velbrück va nominar-lo primer escultor dels edificis i degà de l'Acadèmia de pintura, d'escultura i de gravació que va crear el 1775. La majoria de les seves obres són monumentals.
El seu deixeble, Francesc Josep Dewandre va succeir-lo com a director a l'Acadèmia.

## Obres
- El mausoleu de Carles Nicolau d'Oultremont a la capella del Castell d'Oultremont de Warnant-Dreye
- Sant Joan Nepomucè i Gregori el Gran a l'església Sant Denis a Lieja
- Paret de fusta decorada a l'església Sant Lambert de Soumagne
- Prometeu encadenat, bronze al museu Curtius a Lieja
- Sant Sestastià a l'església d'Awenne, un nucli de Saint-Hubert
- al Cabinet des Estampes (Lieja) es troben molts dibuixos i estudis[2]

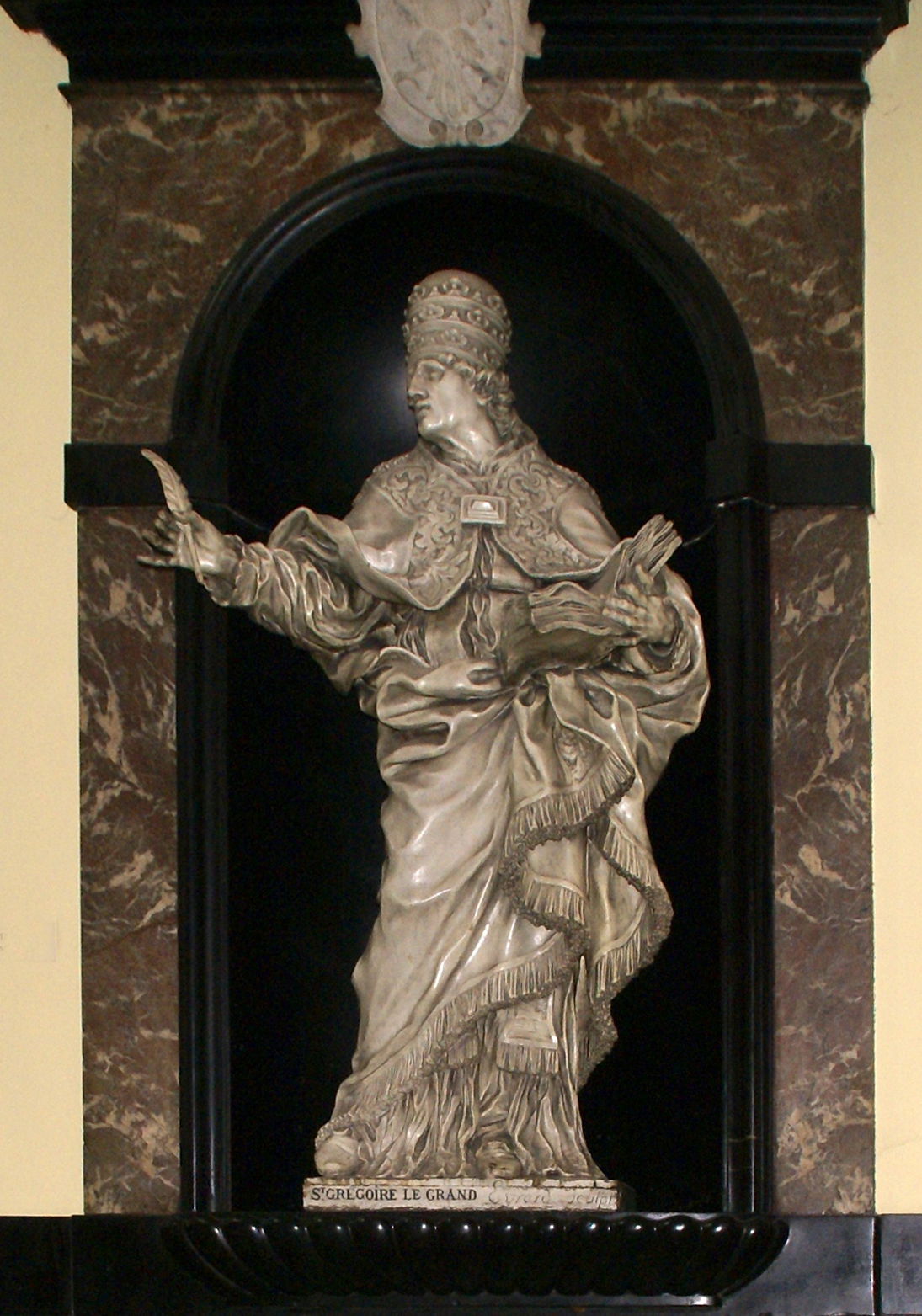
Escultura de Gregori el Gran a la col·legiata de Sant-Denis a Lieja
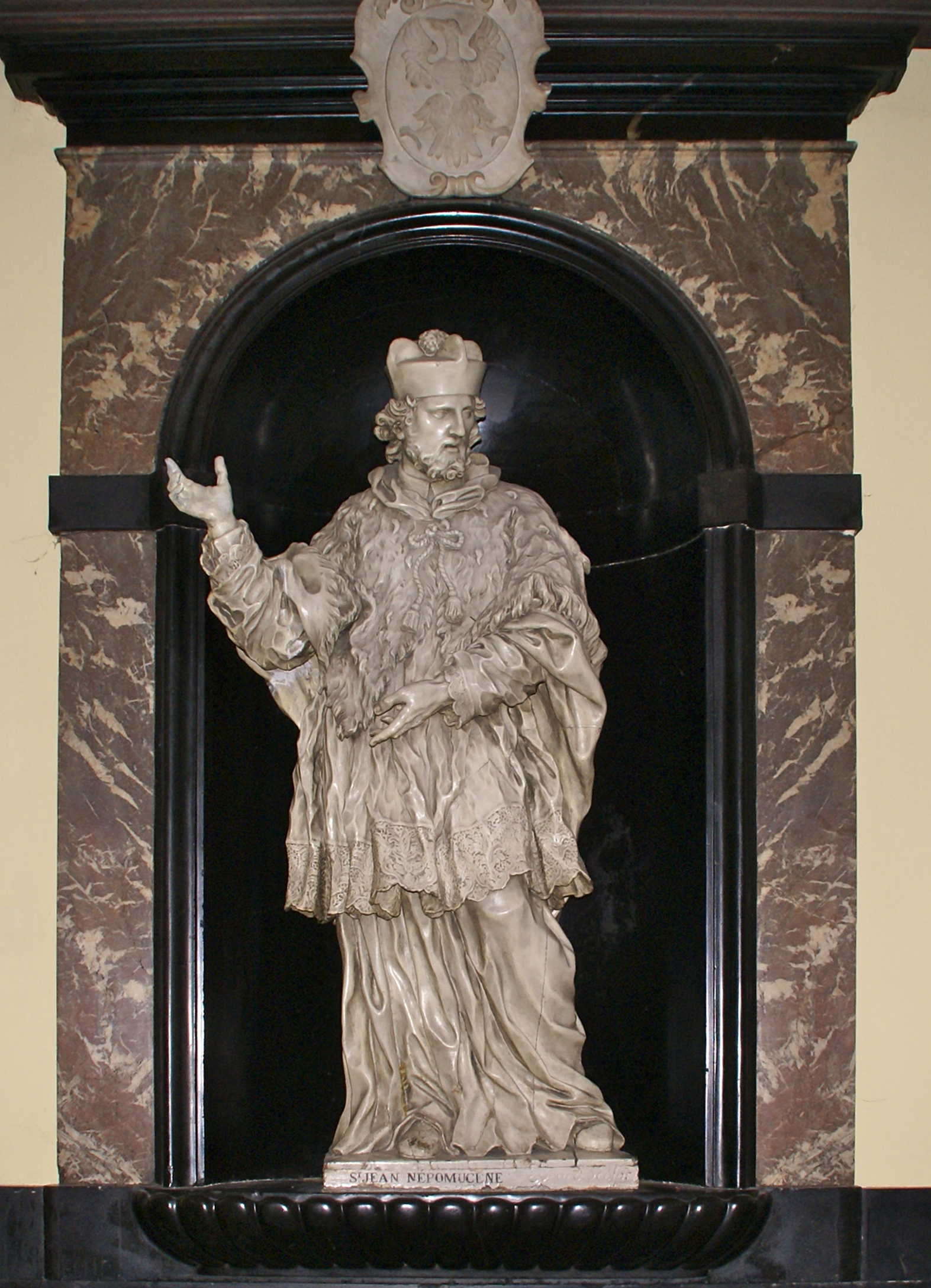
Escultura de Joan Nepomucè a la col·legiata de Sant-Denis a Lieja